# Hermann Muhs
Hermann Muhsen, né le 16 mai 1894 à Barlissen et mort le 13 avril 1962 à Göttingen est secrétaire d'État, directeur et ministre du Reich aux Affaires religieuses (Minister für Kirchenfragen) sous le Troisième Reich.
Allant contre les ordres de Heinrich Himmler, qui voulait accroître l'écart entre la SS et l'Église, il est expulsé de la SS en 1941, alors qu'il avait le grade de Oberführer.